# 김동규 (성악가)
김동규(1965년 11월 14일 ~ )는 대한민국의 바리톤 성악가이자 방송인이다.

## 이력
1984년 뮤지컬배우 첫 데뷔하였다.

## 출신 학교
- 광운중학교
- 서라벌고등학교
- 연세대학교 성악과 학사
- 이탈리아 밀라노베르디 음악원

## 경력
- 이탈리아 라스칼라 극장 주역가수
- 2008년 ~ 2015년 : 강남대학교 석좌교수
- 2016년 ~ 현재 : 상명대학교 석좌교수

## 수상 경력
- 1991년 : 베르디 국제성악콩쿠르 1위
- 1997년 : 제24회 한국방송대상 개인부문 성악가상
- 1997년 : 오늘의 젊은 예술가상 음악부문
- 2008년 : 제25회 코리아 베스트드레서 스완어워드 문화인 부문

## 음반
- 《Close To You》(1996년)
- 《Detour》(2001년)
- 《3집 My Favorits》(2006년)
- 《10월의 어느 멋진 날에》(2011년)
- 《시월의 어느 멋진 날에》(2012년)
- 《Verdi La Traviata》(2012년)

## 출연작

### 영화
- 《긴급조치 19호》 (2002년) - 김동규(본인) 역

### 방송
- 《TV는 사랑을 싣고》 (KBS 2TV, 1998년, 2001년)
- 《아름다운 당신에게 김동규입니다》(CBS 음악FM, 2008년)
- 《댄싱 위드 더 스타 시즌1》(문화방송, 2011년)
- 《한국 한국인》 (KBS 1TV, 2012년)
- 《매일 그대와 김동규입니다》(KBS 해피FM, 2013년 4월 8일 ~ 2015년 6월 14일)
- 《불타는 청춘》(SBS TV, 2015년)
- 《생방송 행복드림 로또 6/45》- 게스트 980회

## TV 광고
- 1999년 오뚜기 오뚜기 프레스코 스파게티 소스
- 2001년 종근당 자황
- 2002년 고려제약 하벤 플러스
- 2004년 미강산업개발 안산 스타맥스 타워 (베이비복스와 함께 출연)
- 2019년 아토세이프

## 저서
- 《이 장면을 아시나요 1》(생각을담는집, 2010년) ISBN 9788996389903
- 《이 장면을 아시나요 2》(생각을담는집, 2010년) ISBN 9788996389910